# ألفرد أشلي-براون
ألفرد أشلي-براون هو سياسي أسترالي، ولد في 5 أكتوبر 1915 في سيدني في أستراليا، وتوفي في 5 فبراير 1993. نشط حزبياً في حزب العمال الأسترالي. وقد انتخب عضو مجلس النواب الأسترالي ‏ عن دائرة Division of Mitchell ‏ (2 ديسمبر 1972 – 18 مايو 1974).